# オロナ島
オロナ島は、キリバスの島。赤道付近の太平洋上に位置するフェニックス諸島を構成する島である。ただし、厳密には1つの島からできているわけではなく、ところどころに切れ目が存在する環礁である。かつてはハル島（英語: Hull Island）とも呼ばれた。

## 地理
オロナ島は赤道よりもわずかに南側に位置する南半球の島であり、この場所はキリバスに属している。この島は環礁であり、非常に幅の狭い陸が小さな海域を囲む形状をしている。陸地部分の幅は、だいたい数百メートル程度で、それが短軸約3キロメートル弱、長軸約6キロメートル程度のラグーンを囲んでいる。なお、ラグーンの水深はだいたい15メートルから18メートルほどと浅い。
ラグーンを囲む陸地にはところどころ切れ目が存在しているため、外海とラグーンとの間には直接海水の流通が起こる。この外海とラグーンとがつながっている陸地の切れ目の部分の水深はさらに浅く、最も深い場所で水深1メートル強程度である。しかも、嵐がやってくれば、陸地を構成する砂礫が移動するなどして、切れ目の位置や数は変化しえる。たとえば、1924年3月にはラグーン北側に存在する陸地の切れ目は17本しか存在していなかったが、2012年現在は同じラグーン北側の陸地に20本存在している。なお、この他にも陸地の切れ目が存在しており、2012年現在、ラグーン南側の陸地には切れ目が4本存在する。
このような環礁の陸地部分は、その全体がサンゴ礁に囲まれている。環礁の陸地部分を囲むサンゴ礁のことを裾礁と呼ぶが、オロナ島の裾礁は干潮になると一部が海面上に姿を現す。2012年現在、ハル島には港が存在しないものの、荒天でなければ船を接近させて停泊し、そこから上陸を試みることが可能である。

## 植生
オロナ島の陸地部分には、数種の植物が見られる。たとえば、ヤシ科のココヤシや、オシロイバナ科のウドノキ属に属する植物などである。

## 動物相
オロナ島の周囲に存在する裾礁やオロナ島のラグーンには多様な魚類が生息している。他に、ヤドカリのような甲殻類も見られる。また、陸上にはナンヨウネズミのような小型の哺乳類や、トカゲのような爬虫類、約50種類の昆虫も生息している。さらに、オロナ島では海鳥や渡り鳥の姿が見られることもある。

## ヒトとの関わり
2015年現在、オロナ島は、フェニックス諸島を構成する他の多くの島々と同様に定住者がいない。しかし、人跡未踏の地ではなく、ラグーン北側に存在する陸地には、大昔のポリネシア人の墓が存在する。19世紀中期には、アメリカ合衆国探検遠征隊を率いて南洋探検を行ったチャールズ・ウィルクス（Charles Wilkes）らが到来し、チャールズによってこの島はハル島と命名された。この「ハル」というのは、アメリカ海軍の軍人であったアイザック・ハル（Isaac Hull）の姓を取ったものである。
19世紀も終わりに近づいた1889年7月11日に、このハル島はイギリスが領有することになった。その後、キリバスがイギリスから独立したため、2015年現在においてはキリバスが領有している。なお、島名も「ハル島」ではなく、キリバスの言葉で「オロナ島」と呼ばれている。